# Antonín Bartoš (voják)
Antonín Bartoš (12. září 1910 Lanžhot – 13. prosinec 1998 New York) byl československý voják, člen druhého odboje (velitel výsadku Clay), poválečný poslanec Prozatímního a Ústavodárného Národního shromáždění za Československou stranu národně socialistickou a pozdější člen protikomunistického odboje.

## Mládí
Narodil se 12. září 1910 v Lanžhotě. Otec Antonín pracoval u státní dráhy, matka Rosálie byla v domácnosti. Měl dva bratry a sestru. Absolvoval čtyři třídy obecné školy a v roce 1929 ukončil maturitou gymnázium v Břeclavi. V letech 1930–1932 pracoval u Československé pošty na úřadě v Břeclavi.
1. října 1932 nastoupil základní vojenskou službu k hraničnímu praporu v Trebišově. Na důstojnickou školu se nedostal kvůli špatnému zdravotnímu posudku (jednalo se o mstu vojenského lékaře za vzájemný konflikt). 17. září 1934 byl z armády propuštěn a vrátil se zpět k poště. 24. září 1938 byl povolán v rámci všeobecné mobilizace do armády. Po návratu nejprve nastoupil do poštovního úřadu v Hodoníně a poté v Brně.

## V exilu
Z obavy před zatčením opustil 10. března 1940 protektorát a přes Slovensko, Maďarsko, Jugoslávii a Sýrii se dostal do Francie. Zde byl zařazen do tvořícího se československého zahraničního vojska. V jeho řadách se účastnil bojů o Francii. Po porážce byl evakuován do Anglie.
13. července 1940 připlul do Anglie. Zařazen byl k 2. pěšímu praporu. Od 2. ledna do 15. března 1941 absolvoval školu pro důstojníky pěchoty a následně byl povýšen na svobodníka aspiranta. Na vlastní žádost byl zařazen do výcviku pro úkoly zvláštního určení. V jeho rámci od 21. února do 19. prosince 1942 absolvoval základní sabotážní výcvik, parakurz, kurz průmyslové sabotáže. Dokončovací konspirační kurz absolvoval již v hodnosti desátníka aspiranta. 7. března 1943 byl povýšen na četaře aspiranta. Do 3. června 1943 absolvoval výcvik v civilním zaměstnání mechanika. Od 12. července, již jako velitel výsadku Clay prošel s ostatními jejími členy dvěma spojovacíma cvičeníma v Londýně a ve Skotsku. Od 11. do 23. října zůstal na vyčkávací stanici, odkud se přesunul do Alžíru. Zde pokračoval ve výcviku.

## Nasazení
Po prvním neúspěšném pokusu byl s ostatními příslušníky desantu vysazen 13. dubna 1944 poblíž obce Hostišová. Skupina pod jeho velením prováděla rozsáhlou výzvědnou činnost a zorganizovala síť spolupracovníků v okolí Valašského Meziříčí.

## Po válce
Poté, co se přihlásil na ministerstvo národní obrany, požádal o uvolnění z armády. Od počátku června 1945 se začal za Československou národně socialistickou stranu angažovat v politice. V letech 1945–1946 byl poslancem Prozatímního Národního shromáždění a v letech 1946–1948 Ústavodárného Národního shromáždění.
3. září 1945 byl postupně povýšen na kapitána pěchoty. V brněnském kostele sv. Jakuba se 29. září 1945 oženil s Marií Šestákovou. V červenci 1946 se jim narodil syn Antonín. 29. ledna 1946 byl povýšen na štábního kapitána a ještě v tom samém roce na majora pěchoty.
Po únorovém převratu v roce 1948 s rodinou dne 27. února 1948 překročil hranice a emigroval do Francie (rok na to mu byla vojenská hodnost odňata). Pod velením generála Františka Moravce se v emigraci do roku 1952 podílel na organizování a vysílání kurýrů do Československa, odkud přinášeli zprávy a převáděli uprchlíky. V listopadu 1952 se s celou rodinou přestěhoval do USA, kde pracoval jako konstruktér.
Dne 8. května 1993 byl povýšen do hodnosti generálmajora pěchoty. Na jeho rodném domku byla v roce 2000 odhalena pamětní deska.

## Vyznamenání
- 1940 –  Československá medaile Za chrabrost před nepřítelem
- 1944 –  Pamětní medaile československé armády v zahraničí se štítky Francie a Velká Británie
- 1944 –  Československý válečný kříž 1939
- 1945 –  druhý Československý válečný kříž 1939
- 1945 –  druhá Československá medaile Za chrabrost před nepřítelem
- 1945 –  Československá medaile za zásluhy I. stupně
- 1947 –  třetí Československý válečný kříž 1939
- Military Cross krále Velké Británie Jiřího VI.